# Сахаров Борис Львович
Борис Львович Сахаров (нім. Boris Sacharow), (30 листопада 1899, Жмеринка; † 6 жовтня 1959 Байройт) — доктор з теоретичної та практичноі йоги, автор книг з йоги. Засновник перших шкіл з хатха-йоги в Німеччині і у Європі. Він інтерпретував хатха-йогу на основі тантри і кундаліні-йоги і навчав йоги не тільки для здоров'я і контролю над тілом, але і для більшої енергії в повсякденному житті і духовного розвитку.
В 17 років Борис Сахаров зацікавився йогою, в цей час він почав вивчати філософію Індії та санскритську мову.

Борис Сахаров (ліворуч), Одеса, 1925 р.
Борис Сахаров, Лідія Окерман. Одеса, 1926 p.

## Сім'я
Дід, Василь Васильович Сахаров (? - 1910), проживав в Одесі за адресою: Удільний провулок (нині вулиця Тельмана, будинок 4). Мав чин колезького реєстратора і працював бухгалтером в РОПИТ, найбільшій пароплавній компанії. Дружину Василя Сахарова звали Катерина Порфиріївна, вона походила з українських селян, працювала в маєтку багатого землевласника. Катерина Порфиріївна любила співати українські пісні. 
Батько - Лев Васильович Сахаров (8(21) лютого 1873 Одеса -  1956 Липецьк) - доктор медицини, викладав в Новоросійському  університеті. У 1914 році - був учасником Першої Світової війни. Служив у діючій армії, був головним лікарем 386 польового рухомого шпиталю. Після революції займався приватною практикою і працював у кількох лікарнях і клініках міста Одеси. Зокрема, в приватній практиці на 1-му Куликовському перевулку, в будиноку № 7 та в Одеській євангелістській лікарні.  
15 червня 1937 року заарештований разом зі своєю старшою донькою, Надією, засуджений Трійкою УНКВС в Одеській області за статтею 54-1а КК УРСР (58-1А КК РРФСР) до 10 років таборів і направлений до Усть-Вимлагу НКВС, Комі АРСР. У таборі Л.В.Сахаров працював лікарем. У квітні 1944 року звільнений з табору як інвалід у віці 71 року. З 1 травня 1944 року оселився в місті Липецьку, де завідував туберкульозною лікарнею і тубдиспансером. Помер у лютому 1956 року в місті Липецьку. 12 березня 1957 року реабілітований посмертно.
Анна Варфоломіївна Сахарова (1875 р. Одеса - травень 1963 р. Липецьк ). Дружина Лева Сахарова, уроджена Криворучко, працювала викладачем іноземних мов: німецької та французької. 
У Лева Сахарова було троє дітей: Надія (1897 - 1981), Борис (1899 - 1959) і Євгенія (1902 - 1976). 
Дружина Лідія Петрівна Сахарова (Окерман) (1900 р. н.) була заарештована більшовиками 28.09.1937 і вислана на десять років.    

Лев Сахаров, м. Могилів-Подільський.
Анна Варфоломіївна Сахарова (Криворучко)
Анна Сахарова (Криворучко) з дітьми: Борисом, Євгенією та Надією. Одеса, 1903 рік

## Відкриття першої практичної школи йоги
Борис Сахаров оселився в 1926 році в Берліні. Щоб захистити себе від політичних переслідувань, він взяв ім'я Борис Аров. У цей час він вивчав математику і фізику в Технічному університеті в Берліні і заробляв на життя як усний і письмовий перекладач, а також як графік. У 1926 році він відкрив свою школу йоги на Гумбольдт-штрассе в Берліні, яку представляв як «індійську фізичну підготовку». Ця школа була першою практичною школою йоги в Німеччині і, ймовірно, в Європі. Його «Школа індійського фізичного виховання» продовжувала існувати з 1933 по 1945 рік.
Під час роботи перекладачем у Нідерландах, він познайомився з індійським філософом Крішнамурті, а згодом Свамі Сіванандою Сарасваті, учнем якого став згодом. У 1947 році він отримав від нього диплом «Товариства божественного життя» і титул «Йоґірадж». Обидві зустрічі мали великий вплив на подальшу роботу Сахарова.  Він написав кілька книг на тему йоги.
Після закінчення Другої Світової війни Сахарову довелося знову переїзджати, на цей раз подальше від радянської армії. Борис Сахаров продовжив діяльність своєї «Першої німецької школи йоги» (EDY) в Байройті та Нюрнберзі після 1947 року. Він проводив численні заняття з йоги і мав постійно зростаючу кількість відданих учнів. Сахаров підтримував тісний письмовий контакт зі своїм власним майстром йоги, індійським йогином Свамі Шиванандою (1887-1963). Сьогодні Шивананда вважається засновником популярного руху йоги, який поширився з Індії майже по всьому світу. Завдяки Сахарову цей рух остаточно закріпився в Німеччині. 
6 жовтня 1959 року він загинув в аварії на автобані А9. Похований на міському кладовищі в Байройті.

Берлін 14.06.1934

## Перша школа йоги
«Перша німецька школа йоги» Сахарова, заснована в 1926 році, проіснувала до 1945 року. Квартира Бориса Сахарова була розбомблена в 1943 році. Згодом бомбардуванню піддалася і нова квартира, яку він винаймав.
Після переїзду до Байройта Борис Сахаров відновив там свою «Школу індійського фізичного виховання» і провів перші заняття з йоги в ФГС та лекції з йоги. У 1946 році він перейменував свою школу на «Першу німецьку школу йоги».
Після смерті Сахарова в результаті нещасного випадку 6 жовтня 1959 року, його наступником став Зігмунд Фойєрабендт (Махатмайогі). Він і сьогодні керує «Першою німецькою школою йоги». До 1971 року EDY базувалася в Байройті, з 1971 по 2006 рік - в Інгольштадті, а з того часу - в Шпайхерсдорфі. 

## Праці
Борис Сахаров публікував спочатку свої статті в фахових журналах. Він був одним із найближчих співробітників перших довоєнних збірок часопису «Окультизм та йога». У другому та третьому випусках 1935 р. була надрукована його стаття «Йога без вчителя», яка зацікавила багатьох читачів і дала їм можливість вступити на шлях йоги та увійти в письмовий контакт з автором статті. В 1937 він відкрив в Берліні центр йоги, який носив назву «Школа йоги для індійської фізичної підготовки» (хатха-йога). Це була перша школа хатха-йоги в Німеччині, яка була інтегрована в його приватну квартиру. У цій школі йоги у Бориса Сахарова було близько 100 учнів віком від 40 до 70 років. Він викладав не лише в цій школі йоги, але й у інших установах міста. В 1938 він видав інструкцію по навчанню йоги: «Індійське фізичне виховання - у дванадцяти навчальних листах». Ці навчальні листи він розсилав і давав численним учням заочні уроки. З 1940 по 1945 рік він мав учнів у 50 різних містах. «Індійське фізичне виховання - у дванадцяти навчальних листах» - книжкова форма навчальних листів, які Сахаров надсилав своїм учням йоги в 1940-х роках. В Ризі 1939 р. була опублікована перша книга Сахарова російською мовою «Теорія і практика йоги».   
В 50-х роках були опубліковані значні праці з йоги, які переведавалися багато раз різними мовами, це «Йога з першоджерел», «Велика таємниця: прихована сторона вправ йоги» (1954 р.). «Відкриття Третього ока» (1958 р.). Вже після його загибелі вийшли ще дві книги німецькою мовою: «Що таке йога» і «Крія йога» (1959 р). Планувалися також до публікації інші книги, які схоже не буле видані: «Прометей прийдешній», у якій він дає дослідження диференціальної логіки або, інакше кажучи, застосування вищої математики до філософії, доказ існування брахмана, атмана, карми, сансари за допомогою диференціального та інтегрального числення. «Графічний гороскоп» зведення всіх історичних подій комбінації планетарних кривих, «Йога для незрячих» та «Християнська йога». 